# Julius Rudolph Theodor Vogel
Julius Rudolph Theodor Vogel (Theodor Vogel) (* 30 de julio de 1812, Berlín -17 de diciembre de 1841) fue un botánico y explorador alemán.
Desde niño mostró profunda atención por la naturaleza, la geografía, y la historia. Sus primeras letras las recibe del "Friedric Whilhelms Gymnasium" de Berlín, donde aprende botánica. Y ya hace excursiones de uno o días,colectando y herborizando especímenes. En 1832 ingresa en la Universidad de Berlín para estudiar historia natural. Se doctora el 5 de agosto de 1837 defendiendo una sinopsis del Gro. Cassia.
En 1838, es tutor del departamento de Botánica de esa Universidad. Y a principios de 1839, ingresa a la cátedra de Botánica de la Universidad de Bonn. Ya había fallecido el titular Prof. Theodor Friedrich Ludwig Nees von Esenbeck, y prácticamente lo reemplaza a su precoz edad. Con la formidable colección herbaria de la universidad, destaca su pasión por las leguminosas
Fue codirector del Jardín botánico de Bonn, y acompaña a Henry Dundas Trotter en su expedición al Níger, con tres barcos. Que comienza el 2 de diciembre de 1840. Hacia septiembre de 1841, ya ingresado en el Níger, la tripulación va enfermando de fiebres. Y el 22 de octubre ya está grave. Escribe por última vez el 22 de noviembre, con disentería y el 17 de diciembre fallece.

## Honores
Jean-Baptiste Lamarck nombra al género botánico Vogelia (familia Plumbaginaceae, en su honor. Y Britton con Vogelocassia (familia Caesalpiniaceae).
- La abreviatura «Vogel» se emplea para indicar a Julius Rudolph Theodor Vogel como autoridad en la descripción y clasificación científica de los vegetales.[1]